# 나주 정씨 (鄭)
나주 정씨(羅州鄭氏)는 전라남도 나주시를 본관으로 하는 한국의 성씨이다. 시조 정해(鄭諧)의 증손자인 정가신(鄭可臣)이 고려 고종 때 문과에 합격하여 벽상삼한삼중대광(壁上三韓三重大匡) 수사도(守司徒)를 지냈다.

## 역사
나주 정씨의 시조 정해(鄭諧)는 고려 중엽 때 사람이다. 정해의 증손 정가신(鄭可臣)이 고려 고종 때 문과에 합격하여 벽상삼한삼중대광(壁上三韓三重大匡) 수사도(守司徒)를 지내자 정가신의 증조부인 정해(鄭諧)가 군기감(軍器監)에 추증되었다.

## 인물
- 정지(鄭地) : 고려시대 무신
- 정경(鄭軾) : 정지의 아들. 전라관찰사, 전주부윤 역임
- 정식(鄭軾) : 지평, 장령,지사간원사 역임
- 정국(鄭菊) : 예조판서 역임
- 정심(鄭諶) : 이조정랑
- 정상(鄭祥) : 부사 역임
- 정응(鄭應) : 병조판서 역임
- 정송수(鄭松壽) : 부사 역임
- 정가신(鄭可臣) : 고려시대의 판삼사사, 정담문학, 첨의중찬 역임
- 정충신(鄭忠信) : 경상도 병마절도사 역임
- 정기수(鄭麒壽) : 호조참의 역임
- 정봉수(鄭鳳壽) : 수군방어사 역임
- 정광호(鄭光鎬, 1922년 ~ ) : 제9대 국회의원
- 정송학(鄭松鶴, 1953년 ~ ) : 前 서울 광진구청장
- 정진호(鄭振昊, 1954년 ~ ) : 제50대 법무부 차관
- 정승조(鄭承兆, 1955년 ~ ) : 제37대 합동참모의장 (소윤공파 26世)
- 정무경(鄭戊京, 1964년 ~ ) : 제35대 조달청장 (추파공파 29世)

## 과거 급제자
나주 정씨는 조선시대 문과 급제자 6명을 배출하였다.
고려 문과
정가신(鄭可臣) 정진(鄭陳)
문과
정상(鄭詳) 정식(鄭軾) 정심(鄭諶) 정운형(鄭運亨) 정재교(鄭再僑) 정진(鄭珒)
무과
정계심(鄭啓心) 정국경(鄭國經) 정기수(鄭麒壽) 정동익(鄭東益) 정만창(鄭萬昌)
정보(鄭福) 정사인(鄭士仁) 정상(鄭祥) 정선립(鄭先立) 정선복(鄭善福)
정승길(鄭承吉) 정승남(鄭承男) 정승원(鄭承元) 정예국(鄭禮國) 정유남(鄭有男)
정의립(鄭義立) 정진징(鄭震徵) 정형석(鄭亨石) 정홍익(鄭弘翼)
생원시
정국현(鄭國賢) 정귀주(鄭歸周) 정균(鄭均) 정미(鄭渼) 정성(鄭鋮)
정순종(鄭純宗) 정언단(鄭彦慱) 정언을(鄭彦乙) 정언제(鄭彦濟) 정유선(鄭惟善)
정유성(鄭惟聖) 정이상(鄭履祥) 정인충(鄭仁忠) 정하일(鄭夏一) 정한성(鄭漢星)
정흥섭(鄭興燮)
진사시
정두징(鄭斗徵) 정봉징(鄭鳳徵) 정세윤(鄭世胤) 정수(鄭脩) 정수곤(鄭秀崑)
정순종(鄭純宗) 정심(鄭諶) 정언복(鄭彦復) 정언승(鄭彦升) 정운태(鄭運泰)
정운항(鄭運恒) 정조(鄭鵰) 정태운(鄭泰運) 정혼(鄭渾) 정화(鄭𣲲)
정흥찬(鄭興璨)

## 항렬표
| 24세     | 25세   | 26세     | 27세          | 28세              | 29세          | 30세              | 31세          | 32세              | 33세          | 34세              | 35세   | 36세     | 37세   | 38세     |
| -------- | ------ | -------- | ------------- | ----------------- | ------------- | ----------------- | ------------- | ----------------- | ------------- | ----------------- | ------ | -------- | ------ | -------- |
| 口회(會) | 우(遇) | 口면(勉) | 광(光) 병(炳) | 口균(均) 口연(衍) | 종(鍾) 무(茂) | 口수(洙) 口범(範) | 상(相) 광(廣) | 口렬(烈) 口기(奇) | 재(在) 희(喜) | 口호(鎬) 口규(揆) | 영(永) | 口식(植) | 대(大) | 口규(奎) |

## 집성촌
- 전라남도 나주시 동강면 양지리
- 전라남도 함평군 월야면 용월리
- 전라남도 무안군 몽탄면 양장리
- 전북특별자치도 완주군 상관면 신리
- 전라남도 무안군 청계면 서호리
- 전라남도 무안군 석곡면 사천리
- 전북특별자치도 완주군 구이면 광곡리
- 전북특별자치도 완주군 소양면 신촌리
- 전북특별자치도 익산시 왕궁면 왕궁리
- 전북특별자치도 장수군 계내면 금곡리
- 충청남도 서산시 지곡면 산성리
- 충청남도 부여군 충화면 복금리
- 충청남도 서천군 장항읍 옥북리
- 경기도 화성시 서신면 전곡리

## 인구
- 1985년 13,110가구, 55,648명
- 2000년 29,068가구, 93,845명